# 大吻河海鯰
大吻河海鯰為輻鰭魚綱鯰形目海鯰科的其中一種，分布於印尼及巴布亞紐幾內亞淡水流域，體長可達50公分，棲息在底層水域，屬雜食性，以植物、昆蟲、甲殼類等為食。